# プリンス・R380
R380は、プリンス自動車工業が開発した日本初のプロトタイプレーシングカー。通称「サン・パー・マル」。

## 概要
1964年の第2回日本グランプリに向けて、プリンス自工は本来は直列4気筒1.5リットル (L) エンジンを搭載するプリンス・スカイライン（S50型）のノーズを延長し、プリンス・グロリア用SOHC直列6気筒2 L G7型エンジンを搭載し、ウェーバー製ダブルチョーク40DCOE型キャブレターを3連装したスカイラインGT（S54型）を開発した。GTIIクラスはスカイラインGTが2〜6位を独占したものの、優勝はポルシェ・904だった。プリンス自工は雪辱を期し、スカイラインGTの設計チーフである桜井眞一郎を中心として、純レーシングカーであるR380の開発に取り掛かった。車名の「R」はレーシング、「380」はプリンス自工として38番目のプロジェクトを意味した。
1964年夏に開発計画がスタートし、1965年6月に1号車（R380-I）が完成。1966年の第3回日本グランプリにて、レース用の改良型（R380A-I）が優勝した。同年8月にプリンス自工は日産自動車と合併。当時、日産においてもプロトタイプレーシングカーを開発中であったが、R380を継続使用することとなり、車名も正しくは「ニッサンR380」となった。

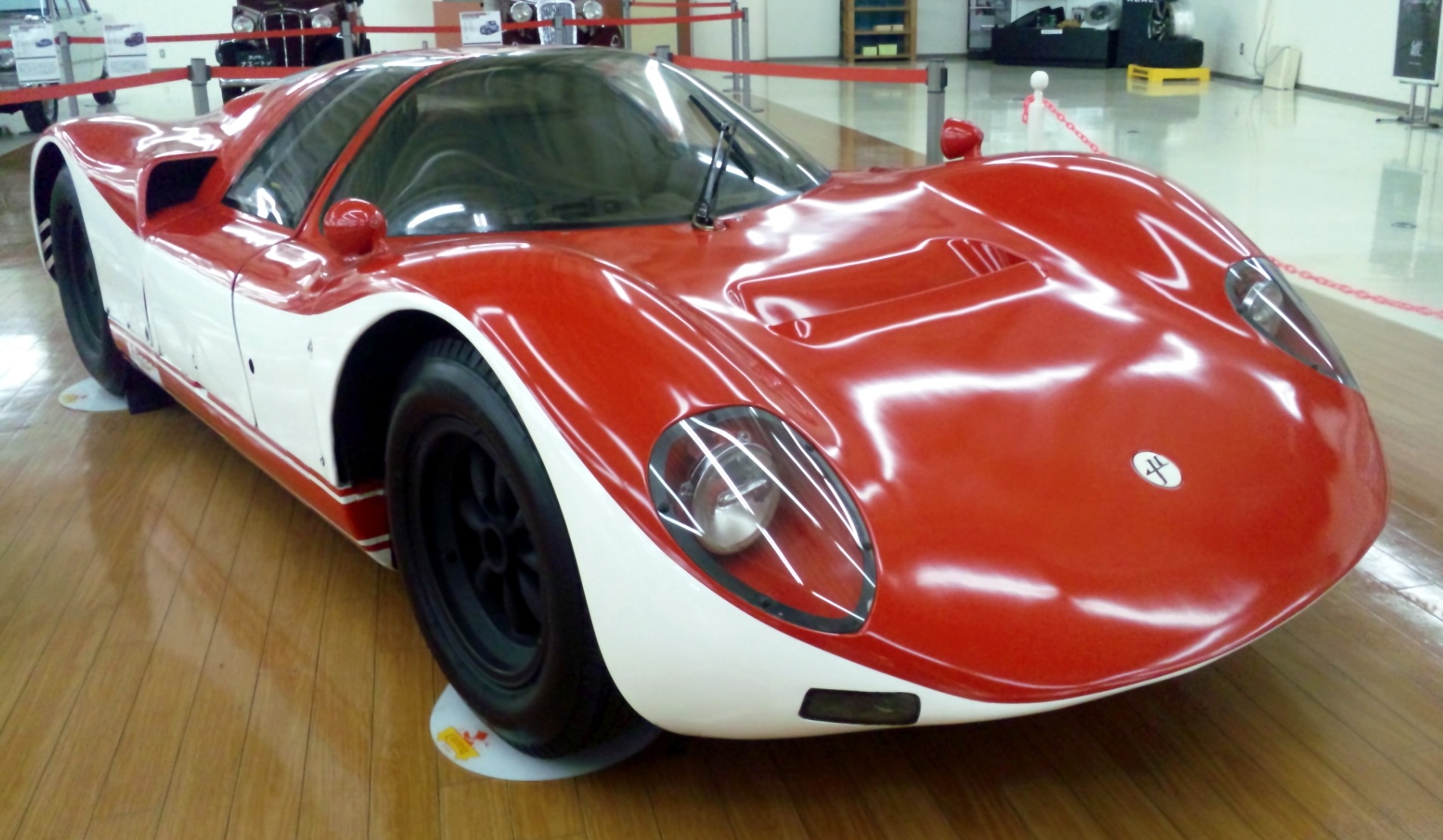
1967年型のR380A-II

1967年にはボディスタイルを刷新（R380A-II）。同年10月に茨城県筑波郡谷田部町（現・つくば市）にあった自動車高速試験場テストコースにて7つの世界速度新記録を樹立した。
1968年には日産ワークスの後継マシンR381が登場するが、R380はエンジンを改良され（R380A-III）、バックアップ戦力として継続使用された。海外進出を視野に入れて日本GP以外の国内レースにも参加するようになり、1969年にはオーストラリアへの遠征を行った。
1970年、日産は日本GP不参加を表明し、プロトタイプのレース活動休止を決定。同年9月の富士インター2000マイルがR380のラストレースとなった。

## 特徴
当時の国際自動車連盟 (FIA) の車両規定グループ6に属するプロトタイプスポーツカーである。ポルシェ・904を凌ぐパワーウェイトレシオ達成を目指し、軽量な車体に高出力のエンジンを縦置きミッドシップ方式で搭載した。

### シャシ
R380-Iはイギリスから輸入した2座席オープンレーシングカー、ブラバム・BT8Aの鋼管パイプフレームシャシを流用し、ロールバーなどの補強を行った。これを参考にして、R380A-Iよりパイプ径を太くした独自設計のシャシとなる。
トランスミッション、クラッチ、ダンパーなども信頼性のある海外製部品を使用した。R380A-IIより5速マニュアルトランスミッションをヒューランド製からZF製に変更した。
サスペンションは前後ともダブルウィッシュボーン。フロントは不等長Aアーム、リアは上Iアーム、下逆Aアームにダブルラジアスアーム。
燃料タンクはコックピットの左右に配置し、片方の燃料が空になったら反対側に切替える方式とした。R380A-Iよりアルミ製から安全なラバーバッグに変更した。

### ボディ
ボディ外板の材質は軽量なアルミ製とし、R-380A-Iではフロントカウルを繊維強化プラスチック (FRP) 製に変更。R380A-IIより全面FRP製となった。
空力特性の検討には縮尺モデルを製作し、東京大学宇宙航空研究所の風洞で実験を行った。高速走行中にフロントが浮き上がる症状（リフト）が解消されず、改良の都度、ノーズやラジエーターインテークの形状を見直すことになった。
R380A-IIでは全幅が100ミリメートル (mm) 近く広がり、全高は50 mm低くなった。スペアタイヤの収納スペースがフロントからリアに移り、ノーズからルーフにかけて低く滑らかに成形された。コックピット前方は曲面の大型ウィンドスクリーンとなり、ガルウィングドアを採用した。空力開発担当の武井道男は「フロントカウルやコクピットキャノピーの形状には明らかにポルシェ・906の影響を受けています」と述べている。
リアフェンダー上にあるエンジンルーム吸気口はスリット（R380－I）から楕円形（R380A-I）、四角形（R380A-II以降）へと形が変わった。
ヘッドランプは透明カバーで覆われた2灯式。R380A-III改良型より4灯式となり、カバーも大型化した。テールランプはスカイライン2000GT-B（S54B型）から流用した。

### エンジン

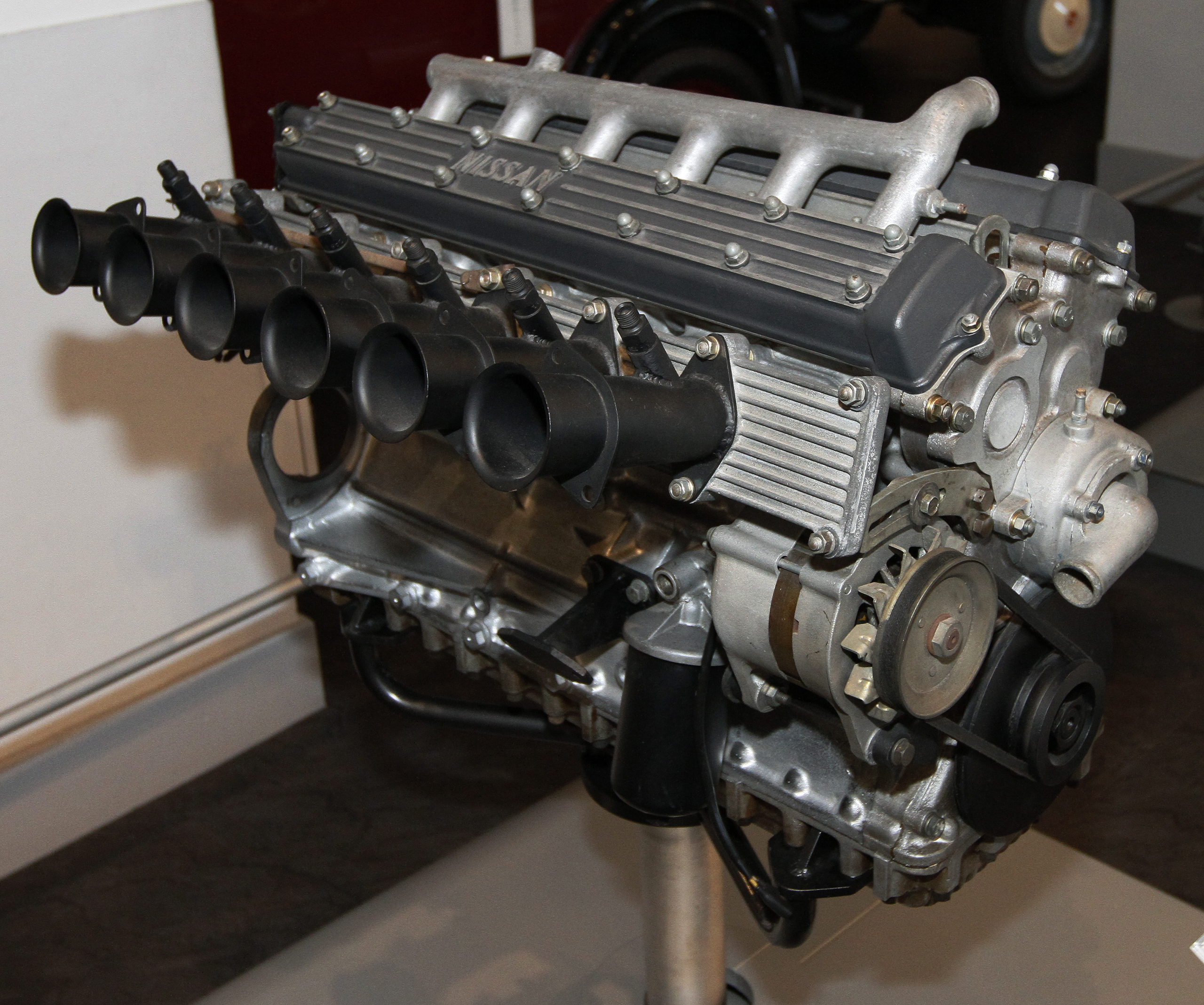
GR8エンジン（日産エンジン博物館)

ミッドシップに縦置き搭載されたGR8型エンジンは、当時のグロリア、スカイラインGTに搭載されていたG7型直列6気筒2.0 Lエンジンをベースに開発された専用エンジンであり、ほぼ新設計に近い形で設計・開発が行われた。
- G7はボアφ75 mm×ストローク75 mmのスクエアであったが、これをボアφ82 mm×ストローク63 mmのショートストロークタイプとし、総排気量は1,996 ccとした。
- 吸排気レイアウトはクロスフロー、気筒あたり2バルブのSOHCから、4バルブ、リフター直打式のDOHCへ変更し、効率をアップさせた。
- エンジンの潤滑はドライサンプ方式を採用。コーナリング時の横G対策としてスカベンジングポンプを装備。これはプリンス自工の前身である中島飛行機時代の戦闘機用エンジンからヒントを得た[3]。
- 燃料供給は、ウェーバー製ダブルチョーク40DCOE型キャブレターを3連装とした。R380A-IIIよりルーカス製機械式燃料噴射装置に変更。エンジンの始動性に若干難があり、第4回日本GPの敗因の一つとなったが、燃料噴射方式にしたことで改善された。

当初は200馬力 (PS) 前後、最終的には公称で255 PSを発揮するエンジンとなった。なお、この基本構成を維持しつつ、全高を抑えて市販乗用車用セミコンペティションエンジンとして再設計されたのがGR8B型で、後のS20型エンジンである。

### 諸元
| タイプ         | R380-I                         | R380A-II                       | R-380A-III                                    |
| -------------- | ------------------------------ | ------------------------------ | --------------------------------------------- |
| 全長           | 3,930 mm                       | 3,980 mm（A-II改 4,080 mm）    | 3,980 mm（A-III改 4,210 mm）                  |
| 全幅           | 1,580 mm                       | 1,685 mm                       | 1,785 mm                                      |
| 全高           | 1,035 mm                       | 985 mm                         | 985 mm                                        |
| ホイールベース | 2,360 mm                       | 2,360 mm                       | 2,360 mm                                      |
| トレッド       | 前1,280 mm 後1,260 mm          | 前1,424 mm 後1,372 mm          | 前1,424 mm 後1,372 mm                         |
| 乾燥重量       | 620 kg（A-I 660 kg）           | 640 kg（A-II改 650 kg）        | 660 kg（A-III改 680 kg）                      |
| エンジン排気量 | 1,996 cc                       | 1,996 cc                       | 1,996 cc                                      |
| エンジン圧縮比 | 11.0:1                         | 11.0:1                         | 11.0:1                                        |
| エンジン出力   | 200 HP/8,000 rpm以上           | 220 HP/8,500 rpm               | 245 HP/ 8,400 rpm（A-III改 250 HP/8,400 rpm） |
| 燃料供給       | ウェーバー40DCOEキャブレター×3 | ウェーバー40DCOEキャブレター×3 | ルーカス機械式燃料噴射                        |
| 変速機         | ヒューランド・HD5（5段MT）     | ZF・5DS-25（5段MT）            | ZF・5DS-25（5段MT）                           |
| 装着タイヤ     | ダンロップ・R6                 | ファイアストン・SSインディ     | ダンロップ・CR65mkIII                         |

## 活動歴

### プリンス時代

#### 1965年
5月開催予定の第3回日本GP出場を目標としていたが、諸事情により開催中止となったため、同年10月に1号車（R380-I）が茨城県谷田部町(現：つくば市)にある自動車高速試験場のテストコースにて速度記録挑戦会を行った。杉田幸朗のドライブによりEクラスの6つの国内記録を樹立したが、サスペンショントラブルにより横転事故を起こした。修復後2度目の挑戦を行ったが、故障により中止となった。

#### 1966年

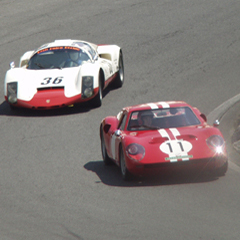
プリンス・R380（前）とポルシェ・906。
第3回日本グランプリでのバトルを再現したもの。
（2003-09-15 富士スピードウェイ・旧コースファイナルイベント）

日本GPの新たな舞台となる富士スピードウェイ対策として、テスト走行では富士スピードウェイの各区間のデータや車両・タイヤの性能数値を大型コンピュータに入力し、ラップタイムのシミュレーションを行った。
5月の第3回日本グランプリにR380A-Iが4台出場。砂子義一の11号車が2位以下に3周差をつけて優勝し、2位に大石秀夫の10号車、4位に横山達の9号車が入った。生沢徹の8号車は滝進太郎のポルシェ・906をブロックするチームプレーに専念し、ミッショントラブルでストップした。

### 日産時代

#### 1967年
5月の第4回日本GP（富士スピードウェイ）にR380A-IIが4台出場。他車のスピンに巻き込まれるなど不運が重なり、高橋国光の10号車の2位が最高。砂子義一の12号車は3位、北野元の9号車は4位、大石秀夫の11号車は6位。
10月、ノーズを尖った形状に変更したR380A-II改で3度目の速度記録挑戦会を実施。横山達のドライブにより7つの世界速度記録を樹立した．

#### 1968年
5月の'68日本GP（富士スピードウェイ）にR380A-IIIが3台出場。黒沢元治の21号車が3位、横山達の22号車が4位、大石秀夫の24号車が5位。
7月の富士1000kmに続き9月には鈴鹿1000kmに出場し、鈴鹿サーキットを初走行した。10月のNETスピードカップでR380A-III改が登場した。

#### 1969年
5月のフジスピードカップ、7月の富士1000kmに出場。11月にオーストラリアのサーファーズパラダイス・サーキットで行われたシェブロン6時間レースに出場し、高橋/砂子組が優勝、北野/黒沢組も2位となり、ワンツーフィニッシュを果たした。

#### 1970年
7月に北海道スピードウェイ（後の白老カーランド）のオープニングイベントに出場。9月の富士インター2000マイルに出場し、北野がフェラーリ・512Sに次ぐ2位に入賞した。

## 復刻車
1996年、桜井眞一郎が代表取締役を務めるエス・アンド・エス エンジニアリングは現存するGR8型エンジンとトランスミッションを元に、R380A-Iの復刻車を製作した。パーツは当時の図面通りに製造し、ボディーカウルはトヨタ博物館所蔵のオリジナル（第3回日本GP優勝マシン）から型取りした。
2004年9月7日にNHK総合テレビで放送されたドキュメンタリー番組『プロジェクトX〜挑戦者たち〜』はプリンス自工のR380開発エピソードを取り上げ、桜井と青地康雄（エンジン担当）がゲスト出演した。番組のエンディングではスタジオ内に運び込まれたR380に桜井が乗り込み、エンジンを始動した。